# Église Sainte-Marguerite de Davézieux
L'église Sainte-Marguerite est érigée dans la commune de Davézieux, département de l'Ardèche en région Auvergne-Rhône-Alpes. Son architecture de style néoroman est l'œuvre des architectes  Augustin Brias et Théodore Joly. L'édifice est situé au chef-lieu de la commune de Davézieux.
L'église qui l'a précédée, également dédiée à sainte Marguerite, est toujours présente au milieu du vieux village. Mais elle est devenue médiathèque municipale en 2014, après d'importantes restaurations intérieures.

## Historique

### L'église romane désaffectée

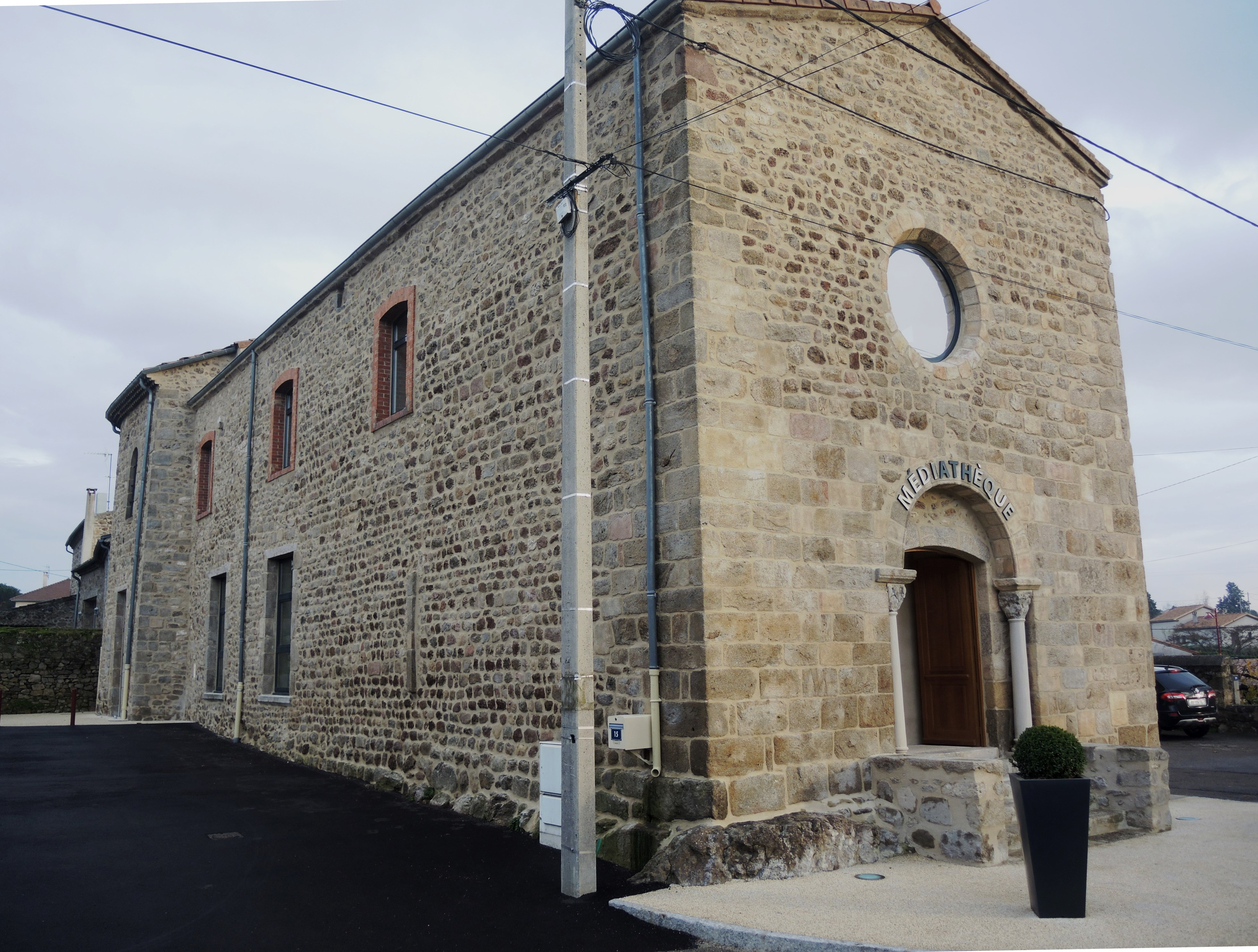
L'église ancienne vient d'être restaurée pour devenir médiathèque municipale.

L'avant-dernière église de Davézieux se trouve dans la partie Est du village. Sa première date de construction reste inconnue. De dimension moyenne, elle mesure une trentaine de mètres en longueur pour environ 6 mètres de large. Elle comporte une nef unique et relativement étroite, qui s'achève par une abside semi-circulaire. Son caractère le plus remarquable est son entrée, encadrée par deux colonnettes avec chapiteaux sculptés.
Après sa désaffectation à la fin du XIXe siècle, elle a été utilisée un temps comme mairie, puis comme salle paroissiale.
La restauration du bâtiment a finalement été décidée, mais pour accueillir une médiathèque municipale. Le bâtiment a conservé globalement son apparence traditionnelle. Mais de nombreuses ouvertures ont été pratiquées. L'intérieur, avec une surface d'environ 150 m² au sol, a été entièrement modernisé, avec création d'un deuxième niveau. À son ouverture en 2014, la médiathèque abrite 8000 documents dont 1000 CD, 300 DVD et 200 revues.

### L'église actuelle
Le 16 novembre 1860, le conseil de « fabrique » (conseil paroissial) s’était réuni et avait constaté que l’église Sainte-Marguerite, située à l’est du village, était trop petite et surtout qu’elle devenait dangereuse pour les paroissiens car en mauvais état. Il avait été envisagé de la réparer et de l’agrandir sur l’emplacement du cimetière communal qui venait d’être transféré. M. Joseph Seguin, architecte annonéen, avait été chargé d’établir des plans. Six mois plus tard, le 31 mai 1861, le conseil municipal de Davézieux avait pris la décision nécessaire pour l’ouverture du chantier d’un coût total de 22 823 francs dont 1/10 financé par une subvention d’État. Le reste provenant notamment de souscriptions, de dons…

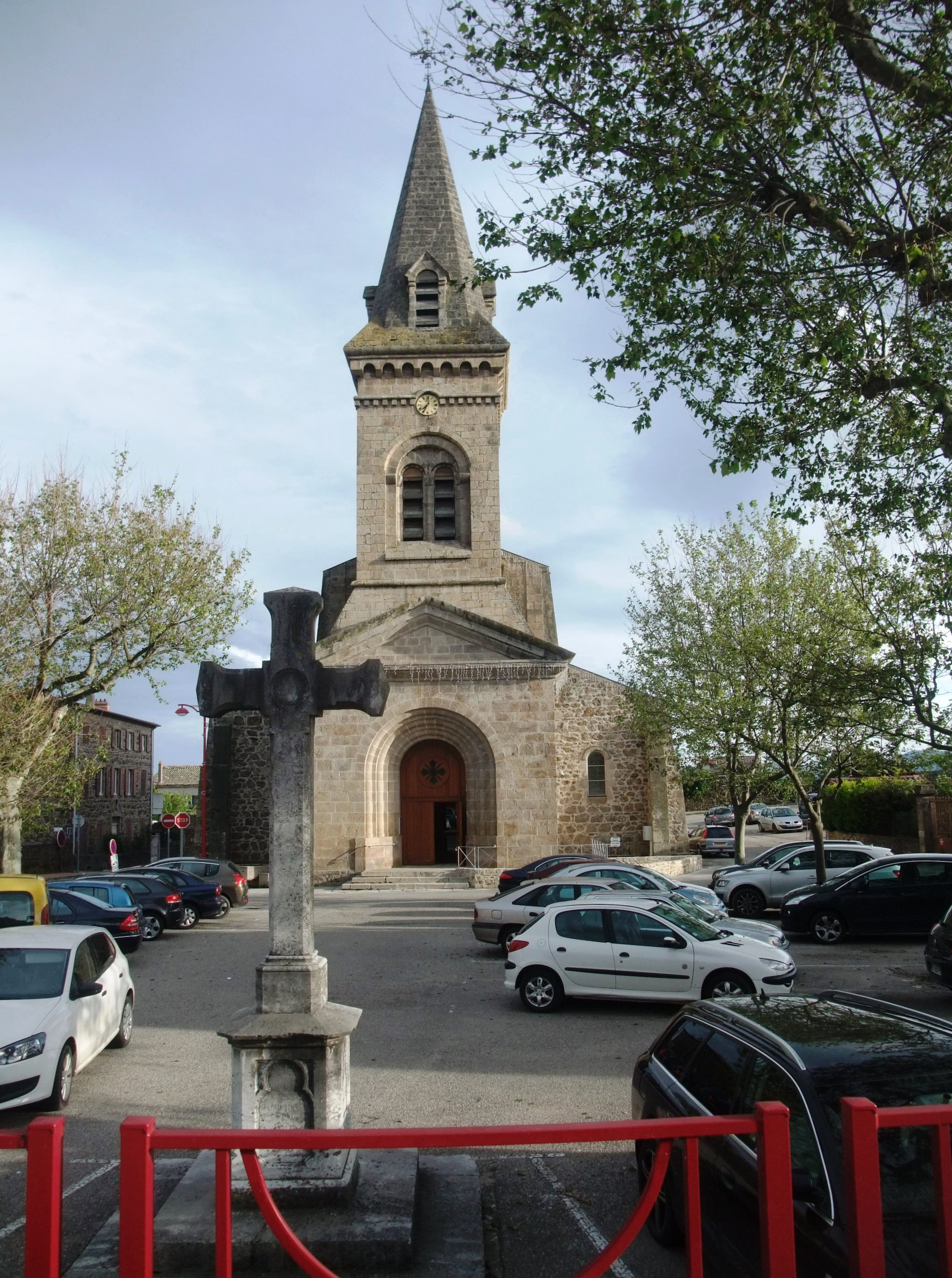

Or trois ans après les faits, les travaux n’avaient pas débuté, la subvention étant toujours en cours d’étude par le Ministère des Cultes. Entretemps, la reconstruction partielle sur le même emplacement ne faisait plus l’unanimité. Celle du presbytère, à l’ouest du village, venait de s’achever et le projet serait mieux placé à proximité… Certains paroissiens souhaitaient aussi conserver l’ancien cimetière, et surtout, considéraient le creusement des fondations comme une profanation car, apparemment, des tombes y subsistaient encore !
Le 24 février 1866, la subvention d’État a été enfin accordée. Le 31 mai suivant, le conseil municipal de Davézieux a décidé de renoncer au projet d’agrandissement - réparations pour étudier celui d’une construction nouvelle ailleurs. Les études faites, l’adjudication des travaux a été passée le 7 juillet 1867 et le chantier a démarré dans un champ de Jean Ambroise Volozan, à l’ouest du village. Augustin Brias, architecte et employé des Anciennes manufactures Canson & Montgolfier a été le concepteur du nouveau lieu de culte. Dominique Béraud et Jean Roux, entrepreneurs des BTP, en ont été les constructeurs. Le 9 octobre 1867, il a été décidé de l’emploi de la pierre de Saint-Paul-Trois-Châteaux (Drôme).
Le chantier a été bien mené puisque le 20 septembre 1869, les travaux primitifs sont terminés. Ils se chiffrent à la hauteur de 51 255,48 francs. Les sommes, accumulées depuis 1860 et bien placées, les ont permis. Cependant toutes les ressources disponibles de la commune et de la paroisse de Davézieux ont été employées. Le manque de fonds n’a pas permis l’édification du clocher et des particuliers ont offert leur terrain pour constituer le parvis. Dans un premier temps les cloches restent à l’ancienne église.

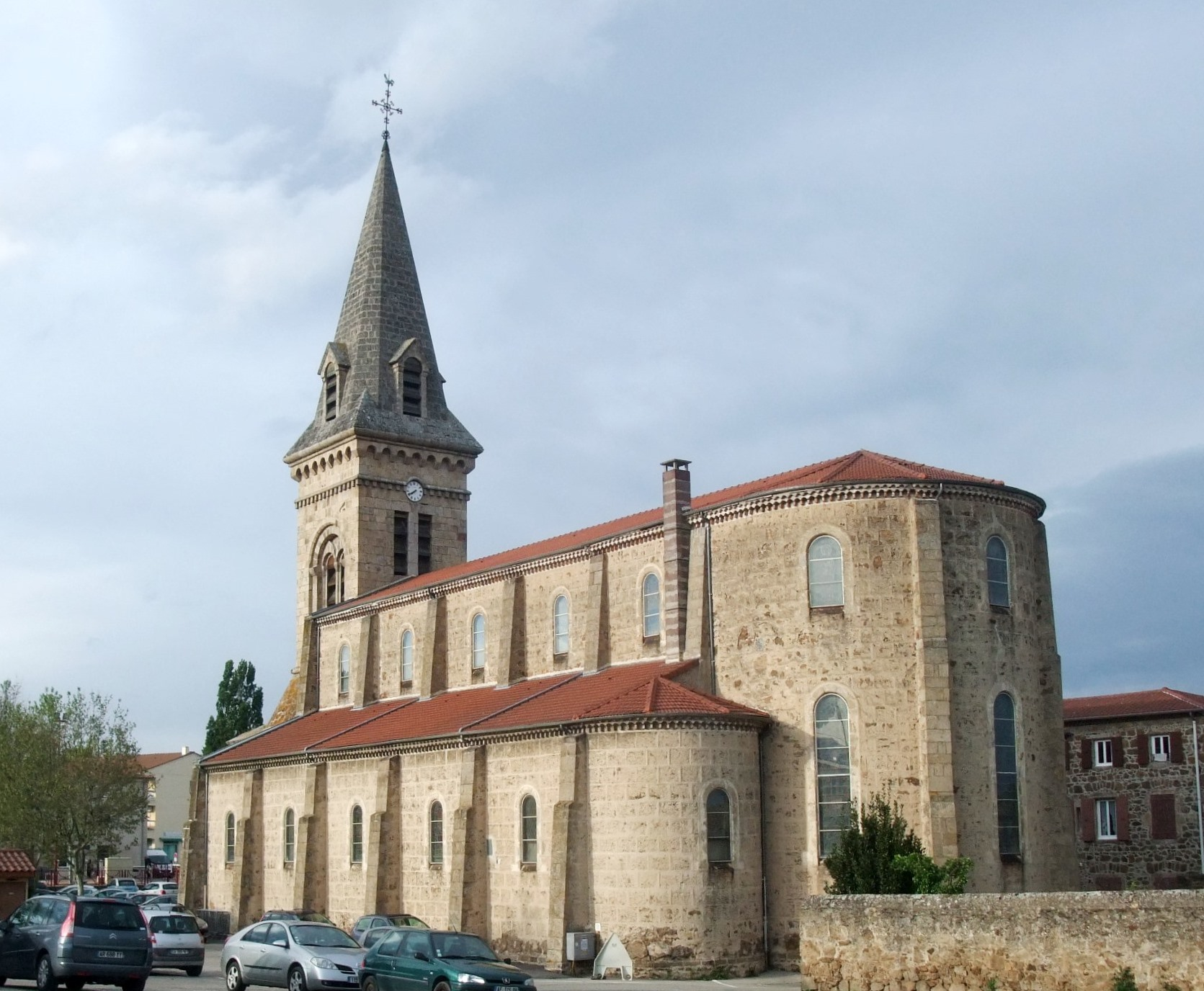

L’architecte Brias a remis le 28 mai 1873 un projet d’achèvement prévoyant notamment la construction d’une flèche sur le clocher. Il est prévu que sa base sera en pierres de Chamarret près de Saint-Paul-Trois-Châteaux (Drôme) et le reste en tuf de Peyrus (Drôme), une pierre plus légère. Une croix surplombera l’ensemble. M. Brias a reçu les remerciements du conseil municipal de Davézieux, le 19 août 1875, mais rien n’a été entrepris ! Les cloches ont dû être transférées provisoirement, l’ancienne église étant devenue une école. On en profite pour les refondre.
Ce ne sera qu’à partir de l’automne 1884, que l’on reparlera du clocher de Davézieux. Les travaux seront enfin achevés suivant les plans d’un autre architecte : Théodore Joly d’Annonay.
Par la suite, cette église sera « inventoriée » le 16 février 1906 sans de trop grandes difficultés dans le cadre de la séparation des Églises et de l’État.
Restaurée plusieurs fois notamment en 1966 puis en 2000 (inauguration le 27 août 2000), elle devient un lieu important à partir de 2003 pour les catholiques d’une région allant des contreforts du Pilat aux vallées de la Cance et du Rhône : la paroisse Saint-Christophe lès Annonay. L'église a d'ailleurs accueilli la célébration d’inauguration de cette paroisse nouvelle le 30 mars 2003.
Le 28 juin 2019, l'édifice est ouvert dans le cadre de « Nuit des églises »  en lien avec la Conférence des évêques de France. Temps musicaux, présentation historique de l’église, temps de méditation au programme.
En 2021, création de la paroisse « Bienheureux Gabriel Longueville » du Bassin d'Annonay par fusion des paroisses « Sainte-Claire » d’Annonay, de Roiffieux et de La Vocance et « Saint-Christophe lès Annonay » (1er mai) .

## Description générale
Composée d’un clocher sur la façade principale surmontant le portail d’entrée et une tribune intérieure, l’église est à trois nefs, voûtées en croisées. Son plan est de type basilical. La nef centrale est terminée par une abside cintrée. Le tout est caractéristique du style roman.

## Vocable
Le vocable de l’église fait référence à sainte Marguerite, princesse anglo-saxonne de la maison de Wessex devenue reine d'Écosse au XIe siècle.

## Visite de l'édifice

### Le sanctuaire
Plusieurs éléments aux fonctions liturgiques précises :
- le siège de présidence.
- la croix du Christ datant de la deuxième moitié du XXe siècle.
- l’ambon.
- l’autel.

A Davézieux, l’ambon et l’autel ont été réalisés à partir des éléments de l’ancienne chaire lors de la restauration de 2000.
Le tabernacle se trouve dans une nef latérale à proximité de l’oratoire marial .

### Vitraux
Les vitraux représentent dans le bas-côté est : 
- Saint André,
- Saint Étienne,
- Saint François d’Assise,
- Saint Raphaël,
- Sainte Anne.

Dans le bas-côté ouest : 
- Saint Joseph,
- Saint Jean-François Régis,
- Saint Léon,
- Saint Paul,
- Saint Augustin, ce vitrail peut rappeler Augustin Brias, l'architecte qui a conçu l'édifice.

À eux s'ajoutent les verrières du chœur :
- Saint Louis, ce vitrail peut évoquer Jacques Adélaïde Louis Barou de la Lombardière de Canson dit Louis de Canson (1809 - 1893), maire de la commune à l'époque de la construction de l'église ;
- Sainte Marguerite, vitrail en partie caché par l’orgue ;
- Saint Laurent, verrière pouvant rappeler le souvenir de Laurent de Montgolfier, directeur des papeteries et commanditaire de l'actuelle église de Vidalon.

Ces trois fenêtres sont surmontées d’autres verrières représentant : 
- Saint Marc,
- Saint Jean,
- Saint Pierre,
- Saint Matthieu,
- Saint Luc.

### Sculptures

#### Statues
Plusieurs statues décorent l'église. Dans le bas-côté ouest :
- Saint Jean-Marie Vianney,
- Saint Jean-François Régis,
- Saint Joseph,
- Sainte Marie, une vierge à l’enfant.

Dans l’autre nef latérale se trouvent :
- Sainte Marguerite, patronne de l’édifice,
- Sainte Thérèse de l’Enfant-Jésus,
- Saint Antoine de Padoue,
- Sainte Jeanne d’Arc,
- Le baptême du Christ, groupe sculpté décorant les fonts baptismaux.

Nous trouvons encore quatre autres statues vers le portail principal :
- Saint Pierre  et saint Paul ,
- Le Sacré-Cœur de Jésus  et Le Saint-Cœur de Marie , rappelant le jubilé de 1875.

#### Monument aux morts
Le monument aux morts est placé à proximité du portail principal.

#### Chemin de croix
Le Chemin de Croix rappelle différents épisodes en quatorze stations du premier vendredi saint : la Passion du Christ. Ici, il date du XIXe siècle.

### Tableaux
L’édifice est également décoré par deux tableaux placés dans le chœur : une Cène (côté ouest) et une  Remise des clefs à saint Pierre  (côté est), datant de la fin du XIXe siècle.

### Orgues
L’orgue est signé des Ets Michel Merklin & Kuhn. Placé dans le chœur, son inauguration a eu lieu pour Noël 1966. Il succède a un instrument datant de la fin du XIXe siècle. Constitué en partie à partir des éléments de l'instrument historique et reharmonisé en 1977, il est composé d'environ 1100 tuyaux .

### Cloches
Le clocher abrite quatre cloches :
- La première, fondue en mai 1878 a eu pour parrain François Alexandre Roux et pour marraine Blanche Mignot née de Montgolfier,
- La deuxième, fondue en 1879 a eu pour parrain Jacques Adélaïde Louis Barou de la Lombardière de Canson et pour marraine Appolonie Charlotte Marie de Soras née Peillon.

Elles succèdent à deux cloches placées en 1790 et 1818. Le 10 mai 1987 ont été bénites : 
- La troisième : Marguerite ,
- La quatrième : Marie-Pierre.

Ces deux dernières ont eu pour parrains et marraines les habitants de Davézieux. Elles commémorent le jubilé sacerdotal d’or d’une personnalité locale : le Père Marie - Roch, Pierre Chanial (1912 - 1992), curé de la paroisse et supérieur de la communauté locale des Augustins de l’Assomption.

## Chronologie des curés

### ? – 1994
Un curé  aidé parfois d'un vicaire a la charge de la paroisse dont le territoire correspond approximativement à celui de la commune à laquelle sera retranché le quartier de Vidalon en 1977.

### 1994 – 2003
Une équipe presbytérale dont les membres sont « curés in solidum » (responsables solidairement) a la charge de l’ensemble des paroisses catholiques de la banlieue d’Annonay (ensemble inter-paroissial d'Annonay - rural).

### 2003 – 2021
Avec la création de la paroisse Saint-Christophe dont le territoire comprend la banlieue d'Annonay, à l'exception de Roiffieux et de la vallée de La Vocance, une équipe d’animation pastorale (E.A.P.) composée de laïcs en mission et de prêtres nommés « curés in solidum » a la charge de la paroisse nouvelle.

### Depuis 2021
Avec la création de la paroisse « Bienheureux Gabriel Longueville » dont le territoire correspond au bassin de vie d'Annonay, une équipe d’animation pastorale (E.A.P.) présidée par un prêtre nommé « curé » à la charge de la paroisse nouvelle.